# Yeni
Yeni, izumrlo pleme o kojemu je, kao i o njihovom jeziku, poznao tek iz jedne pjesme i oralne tradicije tamošnjih plemena. Njihov teritorij nalazio u području planine Djeni, Kamerun, kraju danas rijetko naseljenim, čije bi ime prema Bruce Connellu (1995), moglo biti varijanta plemenskog imena Yeni. Prema istom jezikoslovacu, njihov jezik yeni je, koliko se može zaključiti po riječima iz te pjesme, bio sličan jezicima plemena Kasabe, Njerep i Camba.

## Vanjske poveznice
- Bruce Connell, Moribund Languages of the Nigeria-Cameroon Borderland  Arhivirana inačica izvorne stranice od 14. kolovoza 2004. (Wayback Machine)